# Ricardo Blume
Ricardo Blume (ur. 16 sierpnia 1933 w Limie, zm. 30 października 2020 w Meksyku) – peruwiański aktor teatralny, telewizyjny i filmowy.

## Filmografia

### telenowele
- 1994: Marimar jako gubernator Fernando Montenegro
- 1995-96: Maria z przedmieścia (María la del Barrio) jako Don Fernando de la Vega
- 2000: Ramona jako Ruy Coronado
- 2003: Prawdziwa miłość (Amor real) jako Hilario Peñalver y Beristáin
- 2006: Rany miłości (Heridas de amor) jako Leonardo Altamirano
- 2008: Nie igraj z aniołem (Cuidado con el ángel) jako Patricio Velarde del Bosque

## Nagrody i nominacje

### Premios Ariel
| Rok  | Kategoria                                | Film   | Wynik     |
| ---- | ---------------------------------------- | ------ | --------- |
| 2006 | Ariel za najlepsze męskie współwykonanie | Mezcal | Nominacja |

### Premios ACPT
| Rok  | Kategoria                                         | Wynik   |
| ---- | ------------------------------------------------- | ------- |
| 2014 | Wyróżnienie za 62 lata pracy na scenie teatralnej | Wygrana |